# Aymen Boutoutaou
Aymen Boutoutaou, né le 18 février 2001 à Lille, est un footballeur algérien. Il évolue au FC Sochaux-Montbéliard au poste de milieu de terrain.

## Biographie
Aymen Boutoutaou fait ses débuts sous le maillot valenciennois le 17 novembre 2019 lors d'un déplacement en Coupe de France face à l'US Saint-Maximin. Il entre en jeu en début de seconde période et il inscrit un but à la 80e minute participant au succès de son équipe (0-2). Il fait ses débuts en Ligue 2 le 13 décembre 2019 face au Paris FC en entrant en jeu à la 75e minute.
Il signe son premier contrat professionnel avec le Valenciennes FC le 10 février 2020.
Lors de la saison 2020-21, il entre en jeu à plusieurs reprises avant de connaître sa première titularisation le 10 avril 2021 face au FC Chambly (2-1). Le 1er mai 2021, il inscrit un doublé sur la pelouse de AS Nancy-Lorraine (1-3). La semaine suivante, il inscrit un nouveau but face au Havre AC. Sa bonne fin de saison est saluée par les supporters qui lui donnent le titre du joueur du mois de mai.
Titulaire au début de la saison 2021-22, Boutoutaou se blesse à la cheville gauche en septembre et est contraint de s'éloigner des terrains pendant plusieurs mois.
Le 1er juillet 2025,le FC Sochaux-Montbéliard annonce la signature du joueur,.

## Statistiques
| Saison                | Club                  | Championnat           | Championnat | Championnat | Championnat | Coupe(s) nationale(s) | Coupe(s) nationale(s) | Coupe(s) nationale(s) | Total | Total | Total |
| Saison                | Club                  | Division              | M.          | B.          | P.d.        | M.                    | B.                    | P.d.                  | M.    | B.    | P.d.  |
| 2019-2020             | Valenciennes FC       | Ligue 2               | 3           | 0           | 0           | 2                     | 1                     | 0                     | 5     | 1     | 0     |
| 2020-2021             | Valenciennes FC       | Ligue 2               | 16          | 3           | 0           | 2                     | 0                     | 0                     | 18    | 3     | 0     |
| 2021-2022             | Valenciennes FC       | Ligue 2               | 17          | 1           | 0           | -                     | -                     | -                     | 17    | 1     | 0     |
| 2022-2023             | Valenciennes FC       | Ligue 2               | 30          | 4           | 4           | 2                     | 0                     | 0                     | 32    | 4     | 4     |
| 2023-2024             | Valenciennes FC       | Ligue 2               | 12          | 3           | 1           | -                     | -                     | -                     | 12    | 3     | 1     |
| Total sur la carrière | Total sur la carrière | Total sur la carrière | 78          | 11          | 5           | 6                     | 1                     | 0                     | 84    | 12    | 5     |

## Palmarès

### Distinctions personnelles
- Élu meilleur joueur du mois du  Valenciennes FC en Janvier 2023 , mars 2023 [6]
- Élu meilleur joueur de l’année 2023 du  Valenciennes FC[7],[8]